# Dennis Aogo
Dennis Aogo (Karlsruhe, 14 januari 1987) is een Duits voormalig betaald voetballer van Nigeriaanse afkomst die doorgaans als verdedigende middenvelder of verdediger speelde. Hij kwam tussen 2004 en 2020 onder meer uit voor Hamburger SV, Schalke 04, VfB Stuttgart en Hannover 96. Aogo was van 2010 tot en met 2013 international in het Duits voetbalelftal, waarvoor hij 12 interlands speelde.

## Clubstatistieken
| Seizoen | Club            | Competitie    | Wedstrijden | Doelpunten |
| ------- | --------------- | ------------- | ----------- | ---------- |
| 2004/05 | SC Freiburg     | Bundesliga    | 15          | 1          |
| 2005/06 | SC Freiburg     | 2. Bundesliga | 27          | 6          |
| 2006/07 | SC Freiburg     | 2. Bundesliga | 19          | 0          |
| 2007/08 | SC Freiburg     | 2. Bundesliga | 33          | 4          |
| 2008/09 | Hamburger SV    | Bundesliga    | 23          | 0          |
| 2009/10 | Hamburger SV    | Bundesliga    | 31          | 0          |
| 2010/11 | Hamburger SV    | Bundesliga    | 20          | 0          |
| 2011/12 | Hamburger SV    | Bundesliga    | 30          | 0          |
| 2012/13 | Hamburger SV    | Bundesliga    | 27          | 2          |
| 2013/14 | Hamburger SV    | Bundesliga    | 2           | 0          |
| 2013/14 | → FC Schalke 04 | Bundesliga    | 10          | 0          |
| 2014/15 | FC Schalke 04   | Bundesliga    | 25          | 0          |
| 2015/16 | FC Schalke 04   | Bundesliga    | 23          | 0          |
| 2016/17 | FC Schalke 04   | Bundesliga    | 7           | 0          |
| 2017/18 | VfB Stuttgart   | Bundesliga    | 29          | 0          |
| 2018/19 | VfB Stuttgart   | Bundesliga    | 15          | 0          |
| 2019/20 | Hannover 96     | 2. Bundesliga | 4           | 0          |
| Totaal  | Totaal          | Totaal        | 340         | 13         |

## Interlandcarrière
Aogo debuteerde in mei 2010 in het Duits voetbalelftal. Een maand na zijn eerste interland nam bondscoach Joachim Löw hem mee naar het wereldkampioenschap voetbal 2010. Daarop maakte hij zijn eerste speelminuten in de wedstrijd om de derde plaats tegen Uruguay (2–3 winst), die hij van begin tot einde speelde. Tussen 2010 en 2013 speelde Aogo in totaal twaalf interlands voor Duitsland.

## Trivia
Aogo staat structureel twee procent van zijn salaris af voor een project om kwetsbare kinderen te steunen. De organisatie Common Goal, die zich wereldwijd inzet voor kwetsbare kinderen en helpt voetbalprojecten op te zetten, kreeg eerder al steun van onder anderen Juan Mata, Giorgio Chiellini en Mats Hummels. Zij besloten één procent van hun salaris af te staan.

## Erelijst
| Europees kampioen –21 | 1x | 2009 |